# TOKYO YEAR ZERO
『TOKYO YEAR ZERO』（トーキョー・イヤー・ゼロ）は、デイヴィッド・ピース（酒井武志 訳）による日本・イギリス・アメリカ同時発売の小説。2010年 ドイツ・ミステリ大賞翻訳作品部門受賞（第1位）。2008年版『このミステリーがすごい!』海外編で第3位、2007年版『週刊文春ミステリーベスト10』海外部門で第5位となった。
小平事件を題材に執筆された、戦後東京を舞台にした東京三部作の第1弾。

## 書誌情報
- 四六判：2007年10月、文藝春秋、ISBN 978-4163264202
- 文庫判：2012年11月、文春文庫、ISBN 978-4167812133

## あらすじ
1945年8月15日。空襲により下水管が破壊され水没した品川海軍第一衣糧廠の地下防空壕から腐乱した出稼ぎ女工・宮崎光子の扼殺（やくさつ）体が発見される。通報を受け現場に向かった警視庁捜査一課第二班長・三波警部補と藤田だったが、遅れて到着した憲兵隊の武藤大尉と片山伍長に捜査権を奪われ解決済事件として封印されてしまう。
1946年8月15日。空襲で焼け落ちた芝・増上寺の敷地内で二体の女性の他殺体が発見される。いずれも強姦後の扼殺であり、同一犯であることを監察医・長岡博士から告げられた三波警部補は１年前の「宮崎光子事件」を思い出していた。そして身元の判明した被害者の一人・緑川柳子の母親が、進駐軍の腕章をつけた、娘の働き口を斡旋するという男「小平」について語ったことから捜査は進展しはじめる。他方、三波警部補は、暗殺された闇市・新橋新生マーケットの松田義一の跡目を引き継いだ新帝王・千住晃に何らかの弱みを握られ強請られ続けながら、中国戦線でのトラウマと空襲で亡くした家族と愛人への罪悪感から逃れるための中枢神経抑制剤・カルモチン錠の供与を受けつつ、捜査や人事などの内部情報を共有していた。
1946年8月19日。一連の強姦殺人事件の容疑者・小平義雄の自供により被害者が更に拡大する中、「宮崎光子事件」の警視庁ファイルが持ち出され、捜査の核心に近い警官たちが松沢精神病院に送られたり懲戒免職となっていることを知った三波警部補は身の危険を感じ始める。とりわけ自分を「伍長」と呼ぶ直属の上司・安達警部と捜査一課長である喜多に警戒心を強めていく。

## 登場人物

### 警視庁
三波
捜査一課警部補　同課第二班班長
中国戦線で精神を病み、拘束衣を着せられ父親とともに本国に送還された過去を持つ。父親は帰国後、松沢精神病院に収監されている。
1945年8月15日、通報により腐乱遺体が発見された品川海軍第一衣糧廠（宮崎光子事件）へ駆けつけるが、軍用地であったため、憲兵隊の武藤大尉と片山伍長に捜査権を奪われる。
「自称通りの人間は誰もいない」「見かけ通りの人間は誰もいない」が口癖。
夢野久作『ドグラ・マグラ』の登場人物、呉一郎にインスパイアされたキャラクター。
闇市・新橋新生マーケットの親分、千住晃に秘密を握られている。稀に「伍長」と呼ばれる。
直属の上司である警部・安達と捜査一課長・喜多からは、二人きりの時に限り「伍長」と呼ばれる。
空襲により妻・娘・息子と愛人を亡くし、その喪失と罪悪感から逃れるため、カルモチン錠を常用しているが、逆に彼女たちの幻影に憑りつかれ、焼失した家や建物から死者に至るまで様々な幻が立ち現われる妄想と現実の境目が曖昧な生活を送っている。
1946年8月15日、芝・増上寺敷地内での扼殺体（緑川柳子事件）捜査の際、もう一体の他殺体を発見したことから身元不明殺人事件を担当する。

「緑川柳子事件」から小平義雄が容疑者として捜査線上に浮上し、その逮捕および尋問に関わる。
小平義雄の行動範囲捜査により、同年6月に品川駅の海側、芝運送会社の廃品自動車置き場の焼けたトラックの下から発見された扼殺体（阿部よし子事件）が浮上したことから、未だ身元の不明な増上寺の他殺体にも小平義雄の関与が疑われるため彼女の交友関係を捜査することになる。が、ふたたび「宮崎光子事件」に辿り着いたことで担当事件の指揮権をはく奪、降格させられる。さらにGHQ総司令本部公安課による公職追放リストに名前が上がっていることから姿を消すことを命じられ、捜査名目で小平義雄の生まれ故郷である栃木県鹿沼へ、元部下であった石田刑事とともに向かう。
小平義雄と交流があったという練炭農家を訪れた際、物々交換したという腕時計に「宮崎光子」の刻印を確認。また鹿沼署の捜査協力を得る中、杉林で白骨化した遺体が発見され、その遺留品から小平義雄の犯行を確信し、人骨を含めた全ての証拠品を背嚢へ詰め、東京に戻る列車に乗り込む。
「東京に戻る前に再度、現場に見落としがないか確認したい」と言い出した石田刑事とともに途中下車し、沈みゆく日の中、ひと気のない林に入り背後から銃口を向けてきた石田を逆に射殺する。
東京に戻ると、すでに「小平事件」は解決、捜査本部は解散し、祝賀会が行われている最中だった。
東京三部作 最終章 『TOKYO REDUX 下山迷宮』第二部に再度登場する。
安達
捜査一課警部。三波警部補の直属の上司。
上長である喜多捜査一課長とは相当懇意にしているように見えるが、そうとも言い切れない一面を見せる。中国戦線から送還された三波を自ら引き取ったように語るが実のところどうだったか不明な含みがある。闇の手先のようにも、アンガーコントロールが徹底された人格者のようにも見える不気味な存在。
「阿部よし子事件」捜査本部に「宮崎光子事件」の情報を持ち込んだ室田秀樹を直接取り調べている。
栃木での三波殺害を石田刑事に命じていたかどうか、については言及されていない。
喜多
捜査一課長。
三波の父親の無二の親友。瘦身の高齢者。坊主頭で日に焼けている。まばたきをしない。
三波の父には恩義があり、松沢精神病院に収監されるはずだった三波に仕事と身分を与え回避させている。
「宮崎光子事件」の全貌を知り、捜査内容を知る関係者を社会的に抹殺している「表舞台の闇」の象徴。
東京三部作 第二弾 『占領都市 TOKYO YEAR ZERO II』では、刑事部長に昇進している。
東京三部作 最終章 『TOKYO REDUX 下山迷宮』では、警視総監に昇進している。
服部勘助
安達警部腹心の刑事。降格した三波に代わり警部補に昇格した。
「宮崎光子事件」「阿部よし子事件」に関わったことで懲戒免職にされた室田秀樹と同期。
東京三部作 第二弾 『占領都市 TOKYO YEAR ZERO II』では、刑事Hとして登場し警部に昇格、捜査一課第二班長に昇進している。
東京三部作 最終章 『TOKYO REDUX 下山迷宮』第一部、第二部に登場する。
西
捜査一課第二班に所属する刑事。三波の部下。ホープを吸っている。
三波に何かと暴力的に扱われるが、栃木から東京へ戻った彼から、秘密を全て記したノートを託される。
東京三部作 第二弾 『占領都市 TOKYO YEAR ZERO II』に、刑事Nとして登場する。
石田
捜査一課第二班に所属する刑事。三波の部下。
西刑事同様、上司である三波に暴力的に扱われ常に謝っている。
三波の栃木行きに同行し、軍用拳銃での射殺を企てるが、既に感づいてた三波に弾丸を抜かれ失敗。殺害される。
森一郎
元高輪署の警部。
「阿部よし子事件」を担当していた。三田署の所属警官だった室田秀樹から当該事件と類似した「宮崎光子事件」の情報を得た後、GHQにより公職追放されたことで精神に異常を来したということで松沢精神病院に収監される。
室田秀樹
元三田署の警官。捜査一課・服部の同期。
1945年8月15日。「宮崎光子事件」の現場で、警視庁捜査一課の三波と藤田、憲兵隊の武藤大尉と片山伍長を出迎えた。
「阿部よし子事件」の担当警部・森一郎警部と接触したことにより、安達警部による取調を受けた後、浮浪少女グループと性交渉を重ねる悪徳警官として懲戒免職となる。
阿部よし子の友人である富永徳子と下北沢の長屋で同棲していたが、本編クライマックスで姿をくらました。
東京三部作 最終章 『TOKYO REDUX 下山迷宮』第二部の主人公・語り部の探偵として登場する。
長岡博士
慶応大学病院の監察医。
東京三部作 最終章 『TOKYO REDUX 下山迷宮』第一部に登場する。

### 新橋新生マーケット
千住晃
暗殺された松田義一の跡目を継いだ新橋新生マーケットの首領。
東京三部作全編を貫く「裏世界の闇」の象徴。
「宮崎光子事件」ファイルを所持している。
「安達を殺せ」と三波に迫る。
東京三部作 第二弾 『占領都市 TOKYO YEAR ZERO II』では、ビジネスマンにして政治家、として登場する。
東京三部作 最終章 『TOKYO REDUX 下山迷宮』第一部・第二部に登場する。

### 松沢精神病院
野村医師
松沢精神病院の医師。
三波の父、森一郎　そして、三波元警部補の担当医師。
東京三部作 最終章 『TOKYO REDUX 下山迷宮』第二部に登場する

### 憲兵隊
武藤
大尉。1945年8月15日、「宮崎光子事件」の捜査を引き継ぐ。
その際、第一衣糧廠内に居残っていた老いた朝鮮人労働者に穴を掘らせ、軍刀で殺害。「宮崎光子事件」ファイルには、犯人と記録され、逮捕に抵抗したため射殺と記されていたが、後に西刑事の名で持ち出され紛失している。
片山
伍長。武藤の部下。

## 音楽化作品
Cam Lasky 『TOKYO YEAR ZERO Album』 2020年 KWAIOTO Records
原作者 デイヴィッド・ピースが以下の6曲に、朗読者として参加している。（クレジットは本人の希望により、ReadingではなくVoxおよび feat. 表記となっている）
M 2  Tokyo Hour Zero (Original Mix) feat. David Peace
M 4  Already Dead (Original Mix) feat. David Peace
M 20 Adachi or Senjyu (Original Mix) feat. David Peace
M 21 C3, 4 – Atro -City (Original Mix) feat. David Peace
※ ここで表記されている「C」は出版元である文藝春秋内で使われていた俗称「カルモチン・セクション」の略にページ番号がセットになったもので、当該アルバムのブックレットにはプルーフ版でボツになった黒地活版風「カルモチン・セクション」が全編収録されている。
M 28 My War (Alternate Mix) feat. David Peace
M 31 Tokyo Year Zero (Original Mix) feat. David Peace